# Палома Крик (Тексас)
Палома Крик (енгл. Paloma Creek) насељено је место без административног статуса у америчкој савезној држави Тексас.

## Демографија
По попису из 2010. године број становника је 2.501.
| Група             | 2000.    | 2010.         |
| Белци             | 0 (0,0%) | 1.634 (65,3%) |
| Афроамериканци    | 0 (0,0%) | 390 (15,6%)   |
| Азијати           | 0 (0,0%) | 29 (1,2%)     |
| Хиспаноамериканци | 0 (0,0%) | 387 (15,5%)   |
| Укупно            | 0        | 2.501         |